# Phyllocnistis exaeta
Phyllocnistis exaeta là một loài bướm đêm thuộc họ Gracillariidae, known from Assam, Ấn Độ. Nó được đặt tên bởi E. Meyrick năm 1926.